# Chen Wangting
Dans ce nom, le nom de famille, Chen, précède le nom personnel.
Chen Wangting (chinois simplifié : 陈王庭, pinyin : Chén Wángtíng), ou encore Chen Zou-Ting, originaire de la province de Henan, serait né en 1600 à Chenjiagou et mort en 1680 (d'autres mentionnent 1587-1664). Commandant des forces des garnisons du comté de Wenxian sous la dynastie Ming, on lui attribue la fondation du style Chen de tai-chi-chuan,. Le Livre de la famille Chen précise ainsi qu'il « fut le premier à apporter la boxe, le sabre, et la lance dans sa famille ». 

## Création de la boxe des Chen
C'est après la chute des Ming qu'il retourne dans son village pour enseigner l'art du combat à ses enfants. La composante technique de sa boxe s'inspire du « Nouveau traité sur l'efficacité militaire » (Jixiao Xinshu, 紀效新書) du général Qi Jiguang (1528–1588) de la dynastie Ming, un classique de la littérature militaire chinoise. 
Chen Wangting serait ainsi à l'origine de l'école Chen de tai-chi-chuan. Selon la tradition, il aurait développé sept formes censées chacune entretenir une particularité. Elles comprenaient l'enchaînement du « poing ample » (一百零八勢長拳) en 108 mouvements, l'enchaînement du « poing-canon » (pào chuí, 炮捶) et cinq autres enchaînements. Deux formes seulement subsisteront, que son descendant Chen Changxing regroupera sous la désignation « grande forme » (da jia, 大架). Il s'agit de la « première forme » (yi lù, 一路), qui comporte environ quatre-vingt mouvements, et de la « seconde forme » (er lù, 二路), qui n'est autre que le poing-canon. Les cinq autres auraient irrémédiablement disparu pendant la dynastie Qing.